# ناحیه چیلی، شهرستان هنکاک، ایلینوی
ناحیه چیلی (به انگلیسی: Chili Township) یک منطقهٔ مسکونی در ایالات متحده آمریکا است که در شهرستان هنکاک، ایلینوی واقع شده‌است. ناحیه چیلی ۲۰۷ متر بالاتر از سطح دریا واقع شده‌است.